# Pylon (album)
| Recensione | Giudizio |
| ---------- | -------- |
| AllMusic   | [ 1 ]    |

Pylon è il quindicesimo album in studio del gruppo musicale post-punk inglese Killing Joke, pubblicato il 23 ottobre 2015.

## Tracce
1. Autonomous Zone – 6:43
2. Dawn of the Hive – 6:28
3. New Cold War – 6:51
4. Euphoria – 4:16
5. New Jerusalem – 6:10
6. War on Freedom – 4:40
7. Big Buzz – 5:02
8. Delete – 5:00
9. I Am the Virus – 5:38
10. Into the Unknown – 6:15

Durata totale: 57:03
Tracce bonus della versione deluxe
1. Apotheosis – 6:25
2. Plague – 5:50
3. Star Spangled – 5:30
4. Panopticon – 8:45
5. Snakedance (Youth "Rattlesnake Dub" Remix) – 7:55

Durata totale: 34:25

## Formazione
- Jaz Coleman – voce, sintetizzatore
- Kevin "Geordie" Walker – chitarra
- Martin "Youth" Glover – basso, sintetizzatore, chitarra
- Paul Ferguson – batteria